# Liene Fimbauere
 Liene Fimbauere (Valmiera, 30 januari 1989) is een Lets voormalig alpineskiester. Ze nam eenmaal deel aan de Olympische Winterspelen, maar behaalde geen medaille. 

## Carrière
Fimbauere maakte haar wereldbekerdebuut in januari 2007 tijdens de reuzenslalom in Cortina d'Ampezzo. Ze behaalde nooit punten voor de wereldbeker.
Op de Olympische Winterspelen 2010 in Vancouver was een 49e plaats op de slalom haar beste resultaat.

## Resultaten

### Wereldkampioenschappen
| Jaar | Plaats                 | Resultaten                    |
| ---- | ---------------------- | ----------------------------- |
| 2005 | Bormio                 | DNF1 Reuzenslalom DNF1 Slalom |
| 2007 | Åre                    | 42e Slalom 48e Reuzenslalom   |
| 2011 | Garmisch-Partenkirchen | 66e Reuzenslalom DNF1 Slalom  |

### Olympische Spelen
| Jaar | Plaats    | Resultaten                  |
| ---- | --------- | --------------------------- |
| 2010 | Vancouver | 49e Slalom 51e Reuzenslalom |